# PKIA
PKIA‏ (CAMP-dependent protein kinase inhibitor alpha) هوَ بروتين يُشَفر بواسطة جين PKIA في الإنسان.